# Leichtathletik-Länderkampf der Männer 1937 Deutschland – Frankreich
| 2. Leichtathletik-Länderkampf mit deutscher Beteiligung 1937 | 2. Leichtathletik-Länderkampf mit deutscher Beteiligung 1937 |
| ------------------------------------------------------------ | ------------------------------------------------------------ |
|                                                              |                                                              |
| Ländervergleich der Männer: Deutschland – Frankreich         |                                                              |
| Austragungsort                                               | München                                                      |
| Wettbewerbe                                                  | 15                                                           |
| Datum                                                        | 8. August 1937                                               |
| 1. GER 2. FRA                                                | 103 Punkte 048 Punkte                                        |
| Chronik                                                      |                                                              |
| ← SWE-GER Gehen (M)                                          | ENG-GER (M) →                                                |

Als zweiter Vergleich des Länderkampfjahres 1937 stand das traditionelle Aufeinandertreffen mit Frankreich auf dem Programm. Austragungsort am 8. August war die bayrische Metropole München.

## Wettbewerbe und Modus
Ausgetragen wurden die fünfzehn Wettbewerbe, die in den letzten Jahren immer Teil dieses Vergleichs waren. Gewertet wurde hier wie immer in diesen Aufeinandertreffen nach dem später üblichen System. Einzeldisziplinen: Pl. 1: 5 P, Pl. 2: 3 P, …, Pl. 4: 1 P / Staffel: Pl. 1: 3 P, Pl. 2: 3 P.

## Resultat
Mit dem Stabhochsprung gab es lediglich in einem Wettbewerb einen französischen Sieg, alle anderen Disziplinen entschieden Deutschlands Sportler für sich. So setzte sich Deutschland auch im elften Vergleich mit Frankreich mit 103 zu 48 Punkten ähnlich klar durch wie im Vorjahr.

## Legende
Kurze Übersicht zur Bedeutung der Symbolik – so üblicherweise auch in sonstigen Veröffentlichungen verwendet:
| k. A. | keine Angabe |

## Resultate

### 100 m
| Platz | Athlet           | Land | Zeit (s) |
| ----- | ---------------- | ---- | -------- |
| 1     | Erich Borchmeyer | GER  | 10,5     |
| 2     | Jakob Scheuring  | GER  | 10,6     |
| 3     | Lucien Malfreyt  | FRA  | 10,9     |
| 4     | Oscar Stolz      | FRA  | k. A.    |

### 200 m
| Platz | Athlet          | Land | Zeit (s) |
| ----- | --------------- | ---- | -------- |
| 1     | Gerd Hornberger | GER  | 21,9     |
| 2     | Karl Neckermann | GER  | 21,9     |
| 3     | Lucien Malfreyt | FRA  | 22,2     |
| 4     | Bessonaut       | FRA  | 22,4     |

### 400 m
| Platz | Athlet            | Land | Zeit (s) |
| ----- | ----------------- | ---- | -------- |
| 1     | Erich Linnhoff    | GER  | 48,8     |
| 2     | Peter Robens      | GER  | 48,9     |
| 3     | Prudent Joye      | FRA  | 49,9     |
| 4     | Raymond Marcillac | FRA  | 50,9     |

### 800 m
| Platz | Athlet           | Land | Zeit (min) |
| ----- | ---------------- | ---- | ---------- |
| 1     | Rudolf Harbig    | GER  | 1:51,4     |
| 2     | Robert Goix      | FRA  | 1:53,5     |
| 3     | Pierre Leichtnam | FRA  | 1:53,8     |
| 4     | Emil Lang        | GER  | 1:54,0     |

### 1500 m
| Platz | Athlet         | Land | Zeit (min) |
| ----- | -------------- | ---- | ---------- |
| 1     | Edmund Stadler | GER  | 3:58,0     |
| 2     | Roger Normand  | FRA  | 3:58,0     |
| 3     | Paul Messner   | FRA  | 3:59,4     |
| 4     | Kurt Ritter    | GER  | 3:59,6     |

### 5000 m
| Platz | Athlet           | Land | Zeit (min) |
| ----- | ---------------- | ---- | ---------- |
| 1     | Max Syring       | GER  | 15:07,0    |
| 2     | Ernst Eberhardt  | GER  | 15:11,2    |
| 3     | Charles Poharec  | FRA  | 15:14,2    |
| 4     | Raymond Lefebvre | FRA  | 15:27,2    |

### 110 m Hürden
| Platz | Athlet         | Land | Zeit (s) |
| ----- | -------------- | ---- | -------- |
| 1     | Erwin Wegner   | GER  | 15,0     |
| 2     | Karl Kumpmann  | GER  | 15,2     |
| 3     | Paul Mathiotte | FRA  | 15,4     |
| 4     | Abel Elie      | FRA  | 16,1     |

### 4 × 100 m Staffel
| Platz | Besetzung       | Land                                                             | Zeit (s) |
| ----- | --------------- | ---------------------------------------------------------------- | -------- |
| 1     | Deutsches Reich | Erich Borchmeyer Gerd Hornberger Karl Neckermann Jakob Scheuring | 41,1     |
| 2     | Frankreich      | Robert Paul Robert Joanblanc Oscar Stolz Lucien Malfreyt         | 42,8     |

### 4 × 400 m Staffel
| Platz | Besetzung       | Land                                                        | Zeit (min) |
| ----- | --------------- | ----------------------------------------------------------- | ---------- |
| 1     | Deutsches Reich | Ferdinand Kisters Peter Rößler Rudolf Harbig Erich Linnhoff | 3:14,4     |
| 2     | Frankreich      | Martin Wittmer Prudent Joye Jacques Lévèque Raymond Boisset | 3:16,8     |

### Hochsprung
| Platz | Athlet            | Land | Höhe (m) |
| ----- | ----------------- | ---- | -------- |
| 1     | Gustav Weinkötz   | GER  | 2,00     |
| 2     | Kurt Augustin     | GER  | 1,90     |
| 3     | Jacques Mantran   | FRA  | 1,85     |
| 4     | Eugène Puyfourcat | FRA  | 1,80     |

### Stabhochsprung
| Platz | Athlet           | Land | Höhe (m) |
| ----- | ---------------- | ---- | -------- |
| 1     | Robert Vintousky | FRA  | 3,90     |
| 2     | Julius Müller    | GER  | 3,90     |
| 3     | Karl Sutter      | GER  | 3,90     |
| 4     | Pierre Ramadier  | FRA  | 3,80     |

### Weitsprung
| Platz | Athlet           | Land | Weite (m) |
| ----- | ---------------- | ---- | --------- |
| 1     | Luz Long         | GER  | 7,49      |
| 2     | Karl Grampp      | GER  | 6,96      |
| 3     | Robert Joanblanc | FRA  | 6,93      |
| 4     | Robert Paul      | FRA  | 6,83      |

### Kugelstoßen
| Platz | Athlet        | Land | Weite (m) |
| ----- | ------------- | ---- | --------- |
| 1     | Hans Woellke  | GER  | 15,35     |
| 2     | Willy Konrad  | GER  | 15,22     |
| 3     | Jules Noël    | FRA  | 14,79     |
| 4     | Raymond Drecq | FRA  | 14,07     |

### Diskuswurf
| Platz | Athlet         | Land | Weite (m) |
| ----- | -------------- | ---- | --------- |
| 1     | Willy Schröder | GER  | 48,55     |
| 2     | Ernst Lampert  | GER  | 46,78     |
| 3     | Jules Noël     | FRA  | 45,56     |
| 4     | Paul Winter    | FRA  | 44,77     |

### Speerwurf
| Platz | Athlet        | Land | Weite (m) |
| ----- | ------------- | ---- | --------- |
| 1     | Hans Laqua    | GER  | 66,07     |
| 2     | Gerhard Stöck | GER  | 62,43     |
| 3     | Marc Doré     | FRA  | 56,25     |
| 4     | Roger Frinot  | FRA  | 54,77     |